# Evacanthus stigmatus
Evacanthus stigmatus är en insektsart som beskrevs av Kuoh 1987. Evacanthus stigmatus ingår i släktet Evacanthus och familjen dvärgstritar. Inga underarter finns listade i Catalogue of Life.